# Kishori Saran Lal
Kishori Saran Lal (किशोरी शरण लाल) (1920 – 2002), mieux connu sous le nom de K.S. Lal, est un historien indien. Il a écrit beaucoup de livres, surtout sur l'histoire de l'Inde médiévale.
Il a étudié l'histoire à l'université d'Allahabad. Il était un professeur à l'université de Delhi.

## Ouvrages
- (en) The Legacy of Muslim Rule in India, New Delhi, Aditya Prakashan, 1992, 224 p. (ISBN 81-85179-03-4, lire en ligne)
- History of the Khaljis (1950, 1967, 1980)
- Twilight of the Sultanate (1963, 1980)
- Studies in Asian History (edited - 1969)
- Growth of Muslim Population in Medieval India (1973)
- Early Muslims in India (1984)
- The Mughal Harem (1988)
- Indian Muslims: Who are they (1990) [2]
- Muslim Slave System in Medieval India (1994) [3]
- Historical essays
- Theory and Practice of Muslim State in India (1999)
- Growth of Scheduled Tribes and Castes in Medieval India (1995)